# 拜占庭—诺曼战争
拜占庭—诺曼战争是指1040年至1185年间，拜占庭帝国与诺曼人之间发生的一系列战争。战争主要发生在今意大利南部地区和巴尔干半岛，最终诺曼人征服了意大利南部。